# Hak Holdert

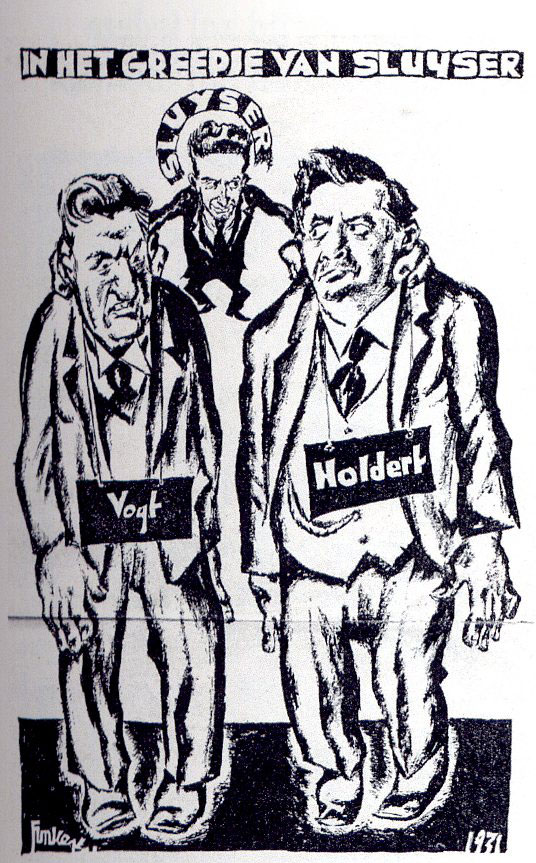
Cartoon van Funke Küpper met journalist Meyer Sluyser die een complot tussen De Telegraaf van Holdert en de AVRO van Willem Vogt blootlegt.

Hendrikus Marinus Cornelis (Hak) Holdert (Salatiga, Java, Nederlands-Indië, 4 juni 1870 - Naarden, 21 juli 1944) was een Nederlands dagbladuitgever, drukker en persmagnaat.

## Jeugd en vormingsjaren
Holdert kwam op tienjarige leeftijd vanuit Nederlands-Indië naar Nederland. Hij was afkomstig uit een Amsterdams geslacht van drukkers. Zijn vader en oom hadden in 1881 de drukkersfirma Holdert & Co. gesticht, uiteindelijk een der grootste drukkerijen van de hoofdstad. Holdert werd, na een opleiding in Duitsland, bedrijfsleider in de drukkerij van Holdert & Co. In 1894 begon hij voor zichzelf met een drukkerij, Elsevier geheten.
Holdert had vijf kinderen; twee dochters uit zijn eerste huwelijk en een zoon en een dochter uit de buitenechtelijke relatie met zijn latere tweede echtgenote. De beide laatste kinderen droegen de naam Holdert, omdat zij waren geadopteerd door Holderts broer Antoine. Holderts enige zoon Henri, ook wel Hakkie genoemd, bezat in de ogen van zijn vader niet de kwaliteiten om later in zijn voetsporen te treden.

## Opbouw van een imperium
In 1902 kocht Holdert de dagbladen De Telegraaf en De Courant. Deze bladen waren in 1893 gesticht door jonkheer Henry Tindal en biermagnaat Gerard Adriaan Heineken. Na de dood van Tindal in 1902 kocht Holdert beide dagbladen, met de hulp van een aantal geldschieters. Hij blies de kranten nieuw leven in en maakte ze qua oplage en inkomsten tot succesvolle dagbladen. In 1903 nam Holdert de Amsterdamsche Courant over, in 1905 Het Ochtendblad en het Amsterdamsch Nieuwsblad. In 1912 verwierf Holdert De Echo en in 1913 het Nieuwsblad voor Nederland. Al vóór de Eerste Wereldoorlog was Holderts krantenconcern, gemeten naar de oplage van zijn kranten, het grootste dagbladbedrijf van Nederland. In 1923 volgde het uit 1870 daterende Het Nieuws van den Dag. Al deze kranten werden opgeheven. De Courant veranderde van naam in: De Courant-Het Nieuws van den Dag.
Holderts kracht als krantenuitgever lag in zijn zakelijk inzicht en in zijn gevoel voor wat het grote lezerspubliek wenst te lezen. Hij bepaalde in zijn eentje ook het redactionele beleid van al zijn bladen. Toen hij zich in 1914 in Parijs vestigde liet hij de directie formeel aan zijn broer Eddy Holdert over. In de Eerste Wereldoorlog waren zijn bladen op zijn uitdrukkelijke instructie fel anti-Duits.

## Tweede Wereldoorlog
Via zijn zoon Henri, die lid was van de Nationaal-Socialistische Beweging  (NSB), kwam Holdert in juni 1940 in contact met ir. C.J. Huygen. Deze zou in september van dat jaar door NSB-leider Anton Mussert benoemd worden tot secretaris-generaal van de Beweging. Uit deze contacten maakten de top van het Duitse bezettingsapparaat en de NSB op dat Holdert niet negatief tegenover het nationaalsocialisme stond. Holdert was van mening dat dit profijtelijk voor zijn krantenimperium zou kunnen zijn en betaalde een som van 25.000 gulden (waarde in 2005: € 170.000) waarmee de NSB WA-uniformen kon laten maken. Ook betaalde Holdert aan Huygen diens maandelijkse toelage van 1.000 gulden (2005: € 6.900), later f 1.500 (2005: € 9.000). Hiermee gaf Holdert substantiële financiële steun aan de NSB.
Tussen juli 1941 en juli 1942 waren er veelvuldig contacten tussen Holdert en de Duitse bezetter. Het was de bedoeling dat Holdert De Telegraaf zou verkopen aan de Duitsers. Dit ketste uiteindelijk af op de vraagprijs van Holdert.
Gedurende de Tweede Wereldoorlog heeft Holdert, hoewel geen nationaalsocialist, Duitse en pro-Duitse periodieken gedrukt en de NSB financieel gesteund. Dit deed hij naar eigen zeggen, omdat hij zijn bladen uit handen van de Duitsers en de NSB wilde houden.

## Na de oorlog
In het kader van de Bijzondere rechtspleging is van de mogelijkheid gebruikgemaakt om de reeds overleden Holdert alsnog voor het Amsterdamse tribunaal te laten terechtstaan. Het vermogen van Holdert werd toen geschat op 17 miljoen gulden (waarde in 2005: € 66 miljoen) en het tribunaal adviseerde op 7 april 1948 om hiervan 2 miljoen gulden (2005: € 8 miljoen) verbeurd te verklaren. Het tribunaal nam namelijk aan, dat Holdert "niet opzettelijk de nazipropaganda had bevorderd, maar wel dat hij, om zijn bedrijf te redden, onoorbare middelen had gebruikt".